# David Sinclair
David Sinclair (Herne Bay, 24 november 1947) is een Brits musicus. Hij is met name bekend als de toetsenist van Caravan; zijn artiestennaam is Dave Sinclair.

## Biografie
Sinclair ging naar de Simon Langton School, waar hij zijn later collega-musici tegenkwam, Tony Coe, Robert Wyatt, Hugh Hopper, Brian Hopper en Mike Ratledge. Sinclair kreeg al vroeg pianoles, maar is voor het grootste deel een autodidact. Zijn start in de muziekwereld was niet op piano maar op de basgitaar, eerst bij een aantal kleinere lokale bands, later bij The Wilde Flowers. 
In 1966 hielden The Wilde Flowers op te bestaan en werden uit deze groep twee nieuwe geboren, Soft Machine en Caravan. Dave Sinclair vormde Caravan, samen met zijn neef Richard Sinclair, Pye Hastings en Richard Coughlan. 
Waar Dave bij The Wilde Flowers nog basgitaar speelde, ging hij in 1967 definitief terug naar de toetsenborden. Eind 1968 kwam het eerst album uit, Caravan. Uit de eerste drie albums van Caravan is de ontwikkeling van het orgelspel van Dave goed af te leiden; zijn solo's op In The Land Of Grey And Pink laten horen dat hij het orgel al volledig onder de knie had.
Sinclair verliet vervolgens Caravan en probeerde wat met een trio, met John Murphy en Pete Pipkin. Het was inspirerend, maar er kwam vooralsnog niets uit. Na zijn opstappen uit Soft Machine, startte Robert Wyatt een nieuwe groep, Matching Mole, waarvoor hij Sinclair vroeg om mee te doen. Sinclair hapte toe, maar stapte na een half jaar weer op; de muziek ging hem te veel de kant van improvisatie en jazz op. Hij pakte de draad weer op met John Murphy, maar werd vervolgens al snel door zijn neef Richard gevraagd mee te doen in een nieuw project, Hatfield and the North. Ook dit project bleek al snel geen succes, ook hier kon hij zijn muzikale ei niet kwijt.
Gedreven door geldnood hapte Sinclair direct toe toen Pye Hastings hem vroeg om tijdelijk weer bij Caravan te komen. Resultaat van het studiowerk was het album For Girls Who Grow Plump In The Night (1973). Het geluid van Sinclair is hier wel anders; het orgel werd ook grotendeels vervangen door de synthesizer. Het album werd zeer lovend ontvangen en Sinclair besloot om bij Caravan te blijven. In 1975 kwam het album Cunning Stunts uit. Dave droeg aan dit album weer ruimschoots bij, niet alleen als uitvoerend musicus, maar ook als componist. Zijn eerdere samenwerking met John Murphy kende een vervolg in het nummer "The Dabsong Conshirtoe".
Vervolgens verliet Sinclair Caravan weer en ging er een tijdje tussenuit. Hij ging naar Majorca, naar het huis van Daevid Allen, waar ook zijn neef al zat. Eenmaal terug in Engeland probeerden ze samen een band op te zetten, Sinclair & The South, met onder meer John Murphy. Daarnaast was Dave bezig met solowerk; een aantal songs werd met een groep van muzikanten opgenomen, maar zou pas in 1993 als de cd Moon Over Man uitgebracht worden. De groep ging wel verder onder de naam The Polite Force, met Mark Hewins op gitaar, Max Metto op saxofoon, Graham Flight op basgitaar en Vince Clarke op drums. Het succes van deze band bleef beperkt tot Canterbury en omgeving, ook van hen is pas veel later (retrospectief) werk uitgebracht.
Eind 1976 werkte Sinclair kort met Caravan, ter promotie van de dubbelelpee Canterbury Tales. Hij wisselde af met Jan Schelhaas. Ditzelfde zou hij ook gaan doen voor Camel, zij het met name om financiële redenen. Na het deelnemen aan een tournee van drie maanden stapte hij weer op. Toen Hastings in 1980 Caravan opnieuw oprichtte, was Sinclair weer van de partij. Na het uitkomen van Back to Front in 1982 werd het echter stil rond de groep. Men ging allemaal zijn eigen weg en niet iedereen koos nog voor een bestaan als fulltime musicus. Rond die periode zou Dave nog een tijd in 
de band van Bill Bruford (ex-Yes, King Crimson, Genesis) spelen waar ook Alan Holdsworth deel van uitmaakte en werd een aantal kwalitatief hoogwaardige albums opgenomen in het jazzrock genre met helaas voor de heren beperkte verkoopcijfers. In deze formatie speelde ook Jeff Berlin (bas) en de heden ten dage beroemde slagwerker Steve Smith (o.a. Steps Ahead).  
Dave bleef muziek maken; hij speelde regelmatig mee in neef Richards band Caravan Of Dreams. In 1990 leefde Caravan weer op; Richard en Dave haalden de groep bij elkaar voor een paar reünie-optredens. De samenwerking van Sinclair in 1994 met Pye en Jimmy Hastings plus de ex-Camel leden Peter Bardens en Andy Ward in Mirage, gevoegd bij het succesvol uitbrengen van een aantal opnames uit de oude doos (opnames uit 1977), was aanleiding om als Caravan weer aan de slag te gaan. In 1995 kwam The Battle of Hastings uit.
In 2002 ontstond er weer onenigheid tussen Sinclair en Hastings over de muziek van Caravan. Sinclair verliet de groep opnieuw, midden in de opnames van een nieuw album. Ditmaal ging hij echt aan de slag aan een soloalbum, dat in 2003 verscheen, Full Circle. Op het album speelden diverse mensen mee, onder meer leden van Caravan, van In Cahoots, en natuurlijk neef Richard. Naast Full Circle kwam gelijk ook Into the Sun uit, een (limited edition) CD waarop een achttal nummers staan die in dezelfde periode opgenomen waren, maar die uit de selectie voor Full Circle gevallen waren. Nieuwe soloalbums heeft hij gepland maar zijn tot nu toe nog niet uitgekomen. In 2014 werd Sinclair meerdere keren geopereerd om van zijn hartritmestoornis af te komen.

## Discografie
Deze discografie bevat alleen de soloalbums van Dave Sinclair. Voor zijn bijdragen aan het werk van Caravan, Matching Mole, Hatfield & the North enz. zie de informatie over de betreffende groep.
- 1993 - Moon over man (Voiceprint VP119CD)
- 2003 - Full circle  (DSincs-Music 001)
- 2003 - Into the sun (DSincs-Music 002)
- 2010 - Pianoworks I - Frozen in time (CRSCNT 001)
- 2011 - Stream (CRSCNT 002)
- 2014 - The little things (DSincs-Music)
- 2018 - Out of sinc (DSincs-Music)
  - Musici onder andere Pye Hasting (1), Andy Latimer (5), Geoffrey Richardson (5)
  - Tracks: 1.Blue eyes (6:40), 2.Back with you (5:20), 3.If I run (6:30), 4.On my own (4:46), 5.Home again (17:50), 6.Crazie blue (5:15), 7.Island of dreams (3:40), 8.Our world (5:10), 9. Rings around the moon (5:48)
  - De titel Out of sinc (afkorting voor out of synchronisation) voert terug op de hartritmestoornis daar Dave aan lijdt.

- Bibliothèque nationale de France: cb14223593d (data)
- International Standard Name Identifier: 0000 0003 7189 5668
- MusicBrainz: 8135b023-c5da-4e6f-8d1b-50e0269357ca
- Système universitaire de documentation: 157466531
- Virtual International Authority File: 22353428